# 阿拉伯字母鍵盤
阿拉伯鍵盤（阿拉伯语：لوحة المفاتيح العربية, lawḥat al-mafātīḥ al-`Arabīyyah）是用阿拉伯字母的鍵盤。鍵入阿拉伯語時，字母會從屏幕右側開始。

## 佈局

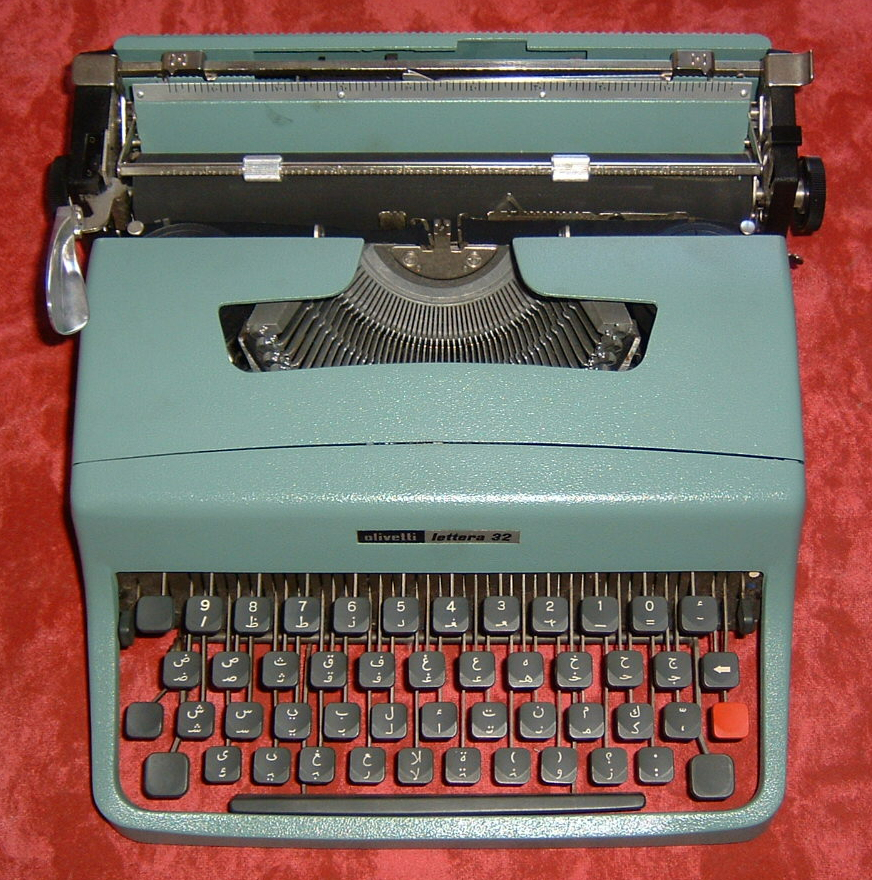
Olivetti Lettera 32
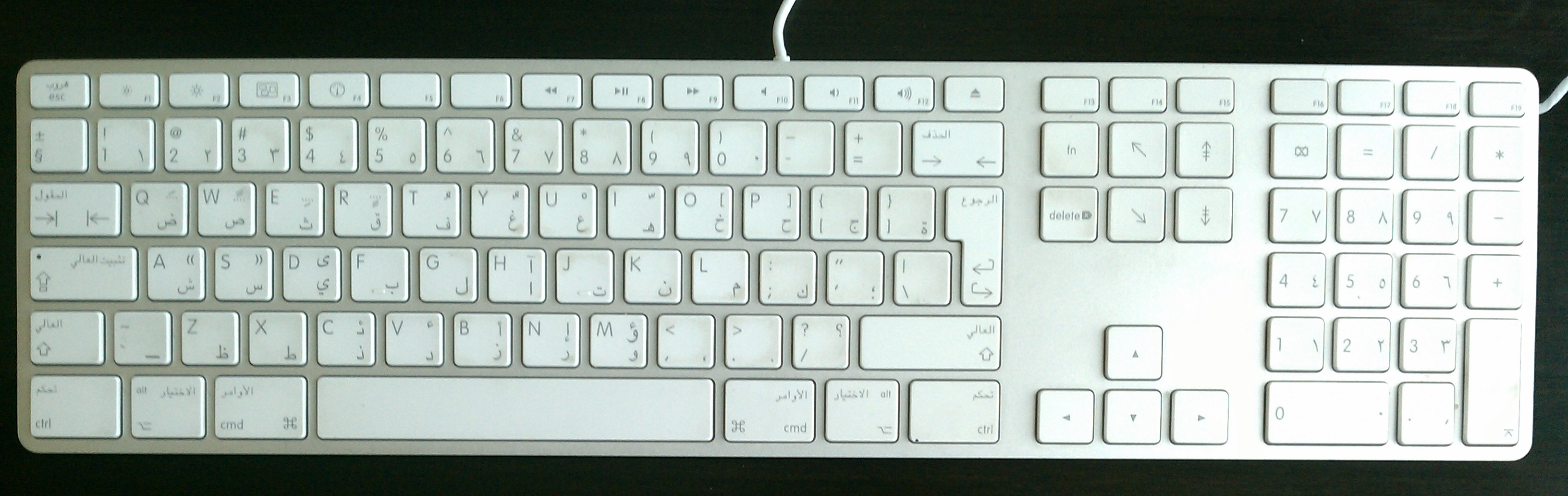
Apple

### 阿拉伯語打字機
阿拉伯文打字機首先由敘利亞藝術家和發明家塞利姆·希比利·哈達德獲得專利。專利於1919年到期，所以阿拉伯打字機開始大規模生產。

## 外部連結
- 阿拉伯語組語言打字機 （页面存档备份，存于） 專利